# Femøren (metropolitana di Copenaghen)
Femøren è una stazione della linea 2 della Metropolitana di Copenaghen.
La stazione venne inaugurata nel 2007. Nella stazione non risultano interscambi tra gli autobus.